# Талисман любви (фильм)
«Талисман любви» — советский стереофильм 1984 года режиссёров Ислама Казиева и Анатолия Петрицкого по мотивам повести Ислама Казиева «Ротозей».

## Сюжет
В одном из аулов Дагестана живет романтичный юноша Камиль. Он работает трактористом и мечтает жениться на самой красивой девушке — Аминат. Она работает медсестрой и не догадывается о чувствах Камиля, ведь он, хотя и страдает от своей нерешительности, но не может заставить себя признаться девушке в своих чувствах. Однажды в аул приезжает Раджаб, самоуверенный красивый парень на белой «Волге». Он начинает ухаживать за Аминат, и та, ослеплённая внешним блеском, не замечает его подлую натуру обычного бессовестного спекулянта. И в робком Камиле просыпается решительность: он готов на всё, лишь бы не допустить их свадьбы — и не ради себя, а потому что не мог допустить, чтобы Аминат связала свою жизнь с негодяем.

## В ролях
- Зара Дибирова — Аминат
- Керим Султанов — Камиль
- Барият Мурадова — тётя Бариат
- Магомедамин Акмурзаев — Муртуз
- Инесса Курумова — Зазав
- Саид Алибеков — Тагир
- Нажмутдин Максудов — Абакар
- Тимурлан Исмаилов — Раджаб
- Ислам Казиев — Магомет

В эпизодах:

- Татьяна Агафонова
- Мурад Алиев
- Гусейн Казиев
- Адильбек Ихласов
- Саният Мурадова
- Садик Магомедов
- Зейнаб Набиева
- Тотуханум Осаева
- Байсолтан Осаев
- Дадам Саиднуров
- Рупат Чараков
- Валерий Эфендиев